# Центральноафриканско-южносуданские отношения
Центральноафриканско-южносуданские отношения — двусторонние дипломатические отношения между Центральноафриканской Республикой и Южным Суданом. Протяжённость государственной границы между странами составляет 1055 км.

## История
В 2011 году Южный Судан стал независимым государством от Судана. Затем, между населением Центральноафриканской Республики и Южного Судана стали происходить периодические стычки из-за права на выпас скота и доступа к воде вдоль государственной границы. Оба государства участвуют в борьбе против угандийской националистической повстанческой группировки Господня армия сопротивления.
В начале 2017 года число беженцев из Южного Судана в ЦАР стабилизировалось. Состоялось добровольное переселение беженцев из Бамбути в лагерь для беженцев в Обо. Управление Верховного комиссара ООН по делам беженцев (УВКБ) отметило, что в 2017 году в ЦАР прибыло небольшое количество южносуданских беженцев, а также оказало материальную помощь местной больнице в Обо. Кроме того, несмотря на проблемы связанные с обеспечением безопасности вдоль основного маршрута поставок, раздача продовольствия для беженцев проводилась каждые два месяца. Если доставить продукты питания не представлялось возможным, то УВКБ оказывало помощь в виде распределении денежных средств, что позволило беженцам покупать продукты на местном рынке в ЦАР. Местные власти выделили беженцам земельные участки и семена, чтобы они могли организовать сельскохозяйственную деятельность. 